# ۷ جمادی‌الاول
۷ جمادی‌الاول، هفتمین روز از ماه جمادی‌الاول در تقویم هجری قمری است.
در تقویم هجری قمری قراردادی این روز صد و بیست و پنجمین روز سال است.